# Stenothoe setosa
Stenothoe setosa är en kräftdjursart som beskrevs av Norman 1900. Stenothoe setosa ingår i släktet Stenothoe och familjen Stenothoidae. Inga underarter finns listade i Catalogue of Life.